# Ju 290轟炸機
容克斯Ju 290是一款在二次大戰後期服役於納粹德國空軍的長距離軍用運輸機、海上巡邏機與重型轟炸機。

## 設計與開發
Ju 290是直接從Ju 90民航飛機版本開發而來，做為軍事用途目的是為了要替換Fw 200兀鷹式偵察機。兀鷹式在歐陸的沿海區域面對英國空軍的攔截機暴露出緩慢與脆弱的弱點出來，故需要一款可兼用為轟炸機用途的大型運輸機。
初期開發研製由Ju 90改裝為Ju 290過程中不是很順利，Ju  90是選用BMW 132引擎作為主要動力系統，可是輸出馬力不足，因此在Ju 90的V4試驗機改用Jumo 211L引擎(1,340匹馬力)，雖然試飛成功，但是Ju 211引擎冷卻問題未解決，直至到BMW公司開始大量生產BMW 801C(1,600匹馬力)引擎後，才重新製造Ju 90的V8試驗機改用BMW 801C引擎，結果高級軍官選出V8試驗機更改為Ju 290，開發計畫的結果就是Ju 290V1 原型機（工作編號：290000001），（'Stammkennzeichen（無線電代碼）'BD+TX），Ju 290於1942年7月16日進行首飛。它有加長型的機身與更強力的發動機並在機尾加裝一具Trapoklappe液壓式載貨斜坡道。V1與首8架的A-1量產機型是屬於無武裝運輸機。由於戰場急需大規模空運，故A-1型需要立即進入服役狀態。
在1943年早期，損失了數架Ju 290，1架在史達林格勒戰役，2架則針對在突尼西亞的德軍進行運補，故Ju 290的武裝系統成為首要強化項目。
對於Ju 290s而言現在最急迫的項目就是扮演長距離海上偵察機的角色，這讓Ju 290A-2就此誕生了。3架的A-1機型在生產線上就地改裝為A-2。生產作業的緩慢原因在於武裝系統的增加與改裝。A-2安裝上FuG 200荷恩特非低-特高頻帶搜索雷達並在機背區域安裝一門20 mm MG 151機炮砲塔。荷恩特非雷達是成功的用於搜索盟軍護衛船隊，它的搜索能力在499（1,637英尺）高度下可搜索80（50英里）的船艦；在999（3,278英尺）高度下，搜索範圍增加到100（62英里）。可以在防空高射炮的火力範圍之外搜索盟軍的車隊行蹤。
A-3機型是正式生產型，改用強大的BMW 801G引擎(由D-2基礎修改機械增壓器和減速器比例，專用於轟炸機和偵測機，1,750匹馬力)，在加裝導航設備與武裝系統後成為二次大戰期間擁有最重的武裝系統；在機背區域安裝2座液壓動力HDL 151的20 mm MG 151/20機砲砲塔，在機鼻的機腹吊艙區域安裝1挺20 mm MG 151/20機砲與1挺13 mm（.51 in）MG 131重機槍安裝於機鼻的機腹吊艙，在機尾砲塔區域安裝一座20 mm MG 151/20。並在機身中部區域安裝2挺13 mm（.51 in）MG 131重機槍（Fensterlafetten）。A-3就如同A-2一樣在機身安裝龐大的輔助油箱。並且這兩型在機身後方皆安裝裝載坡道，如果任務要求可以做為交通工具使用。
改良的A-7機型於1944年春天問世；有13完工出廠並且其中10架進入FAGr 5服役。某些A-7s與A-4s為了防禦前方的攻擊，故在機鼻區域安裝可拆卸型20 mm MG 151/20機鼻砲塔。由於A-5與A-7要執行反艦任務，故喪失攜帶炸彈的能力。
該機生產線是設立在布拉格內的Letov飛機廠，在Ju 290 A-2之後在偵察機上著手裝配搜索雷達。A-3與A-4機型皆為小規模修改型，A-5機型為有前衛武裝系統。A-6則是50人座運輸機型。
由於Ju 290的飛行性能相當低，比不起上B-17的高空高度，加上二戰後期德國本土上空的制空權被盟軍完全控制，因此容克斯博士將Ju 290改裝成平流層轟炸機和偵查機，型號為Ju 290 B;B-1為平流層轟炸機，動力為BMW 801J或Q引擎(附設渦輪增壓器，前者為1,825匹馬力，後者為2,275匹馬力)，設置封密氣壓型駕駛艙，武裝和載彈量與A-7相同;而B-2為平流層偵查機，動力和武裝與B-1都是相同，唯獨是取消炸彈艙，增加更多燃料運載量，保持遠距離航程。可是B系列研製過程中因盟军攻佔法國，所以中止B系列的平流層轟炸機和偵查機計劃。最後容克斯博士與Konrad Eicholtz工程博士在Ju 290基礎上重新設計，改為遠距離洲際戰略轟炸機的Ju 390。

## 主要性能參數（Ju 290 A-5）
- 乘員：9
- 機長：28.64米
- 翼展：42.00米
- 高度：6.83米
- 機翼面積：203平方米
- 空重：33,005公斤
- 最重：44,970公斤
- 發動機：4台BMW 801G14-汽缸複列星型引擎 (1,750匹馬力)
- 最快速度：440公里/小時(高度為5,000米)
- 續航距離：6,150公里
- 最高高度：6,000米
- 武裝：
  - 2×20 mm MG 151/20機砲安裝在後衛式機槍砲塔
  - 1×20 mm MG 151/20在機尾
  - 2×MG 151/20s在機身中部
  - 1×MG 151/20在機腹吊艙
  - 2×13 mm（.51 in）MG 131重機槍在機腹吊艙
- 炸彈
  - 轟炸型最多可帶3,000公斤炸彈，可搭載HS293制導炸彈
- 雷達設備：FuG 200荷恩特非雷達

### 書籍
- Kössler, Karl; Günther Ott. . Berlin: Aviatic-Verlag. 1993. ISBN 3925505253.
- Green, William. Warplanes of the Third Reich. London: Macdonald and Jane's Publishers Ltd., 1970. ISBN 0-356-02382-6.
- Hitchcock, Thomas H. Junkers 290 (Monogram Close-Up 3). Boylston, MA: Monogram Aviation Publications, 1975. ISBN 0-914144-03-0.
- Nowarra, Heinz J. Junkers Ju 290, Ju 390 etc.. Atglen, PA: Schiffer Military History, 1997. ISBN 0-7643-0297-3.
- Polmar, Norman and Allen, Thomas B.（1991）. World War II: America at war, 1941-1945. Random House. ISBN 0394585305
- Smith, J.Richard. and Kay, Anthony. German Aircraft of the Second World War. London: Putnam and Company, Ltd., 1972. ISBN 0-370-00024-2.
- Thurner, P.St. John and Nowarra, Heinz J. Junkers, an Aircraft Album. New York: ARCO Publishing Company, Inc., 1971. ISBN 0-668-02506-9.
- Sweeting, C.G.; Walter J. Boyne. . Brassey's. 2001. ISBN 1574884697.
- Sweeting, C.G. . Brassey's. 2001. ISBN 1574884026.

## 外部連結
- Junkers Ju 290 and Ju 390 on uboat.net（页面存档备份，存于）